# IC 2788/2
IC 2788/2 је спирална галаксија у сазвијежђу Лав која се налази на листи објеката дубоког неба у Индекс каталогу.
Деклинација објекта је + 12° 41' 53" а ректасцензија 11h 23m 27,0s. Привидна величина (магнитуда) објекта IC 2788 износи 16,2 а фотографска магнитуда 17,0.